# Stadhuis van Amsterdam

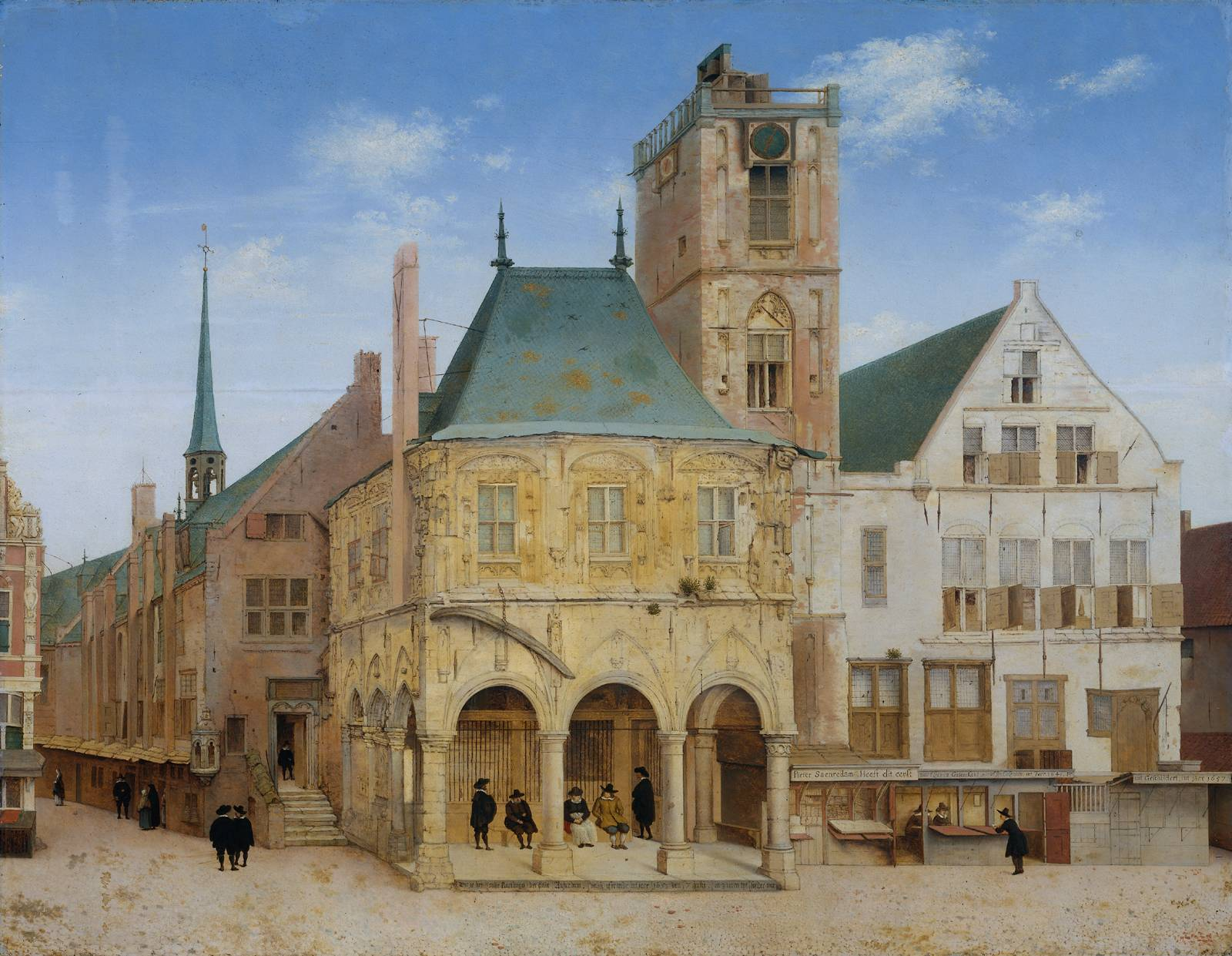
Het Oude Stadhuis van Amsterdam op een schilderij van Pieter Jansz Saenredam.

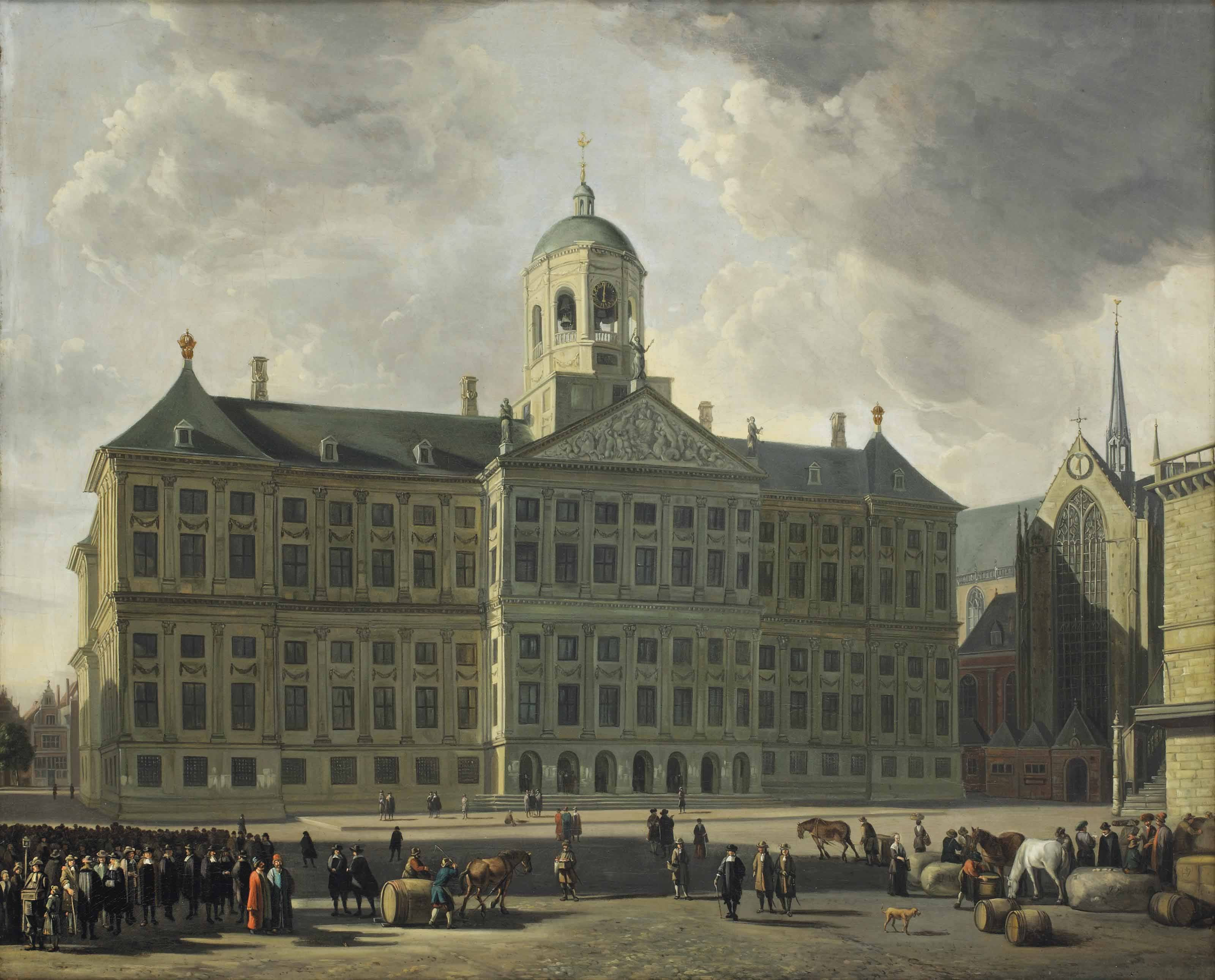
naar Gerrit Berckheyde, Het Stadhuis op de Dam, omstreeks 1670

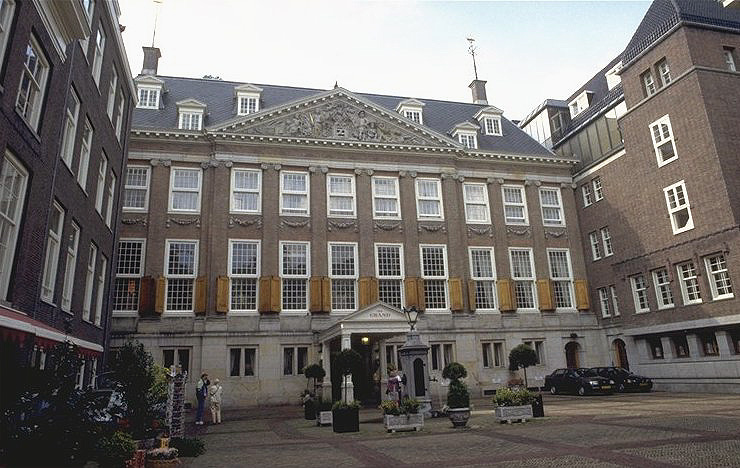
De binnenplaats van het Prinsenhof.
Foto: bmz.amsterdam.nl

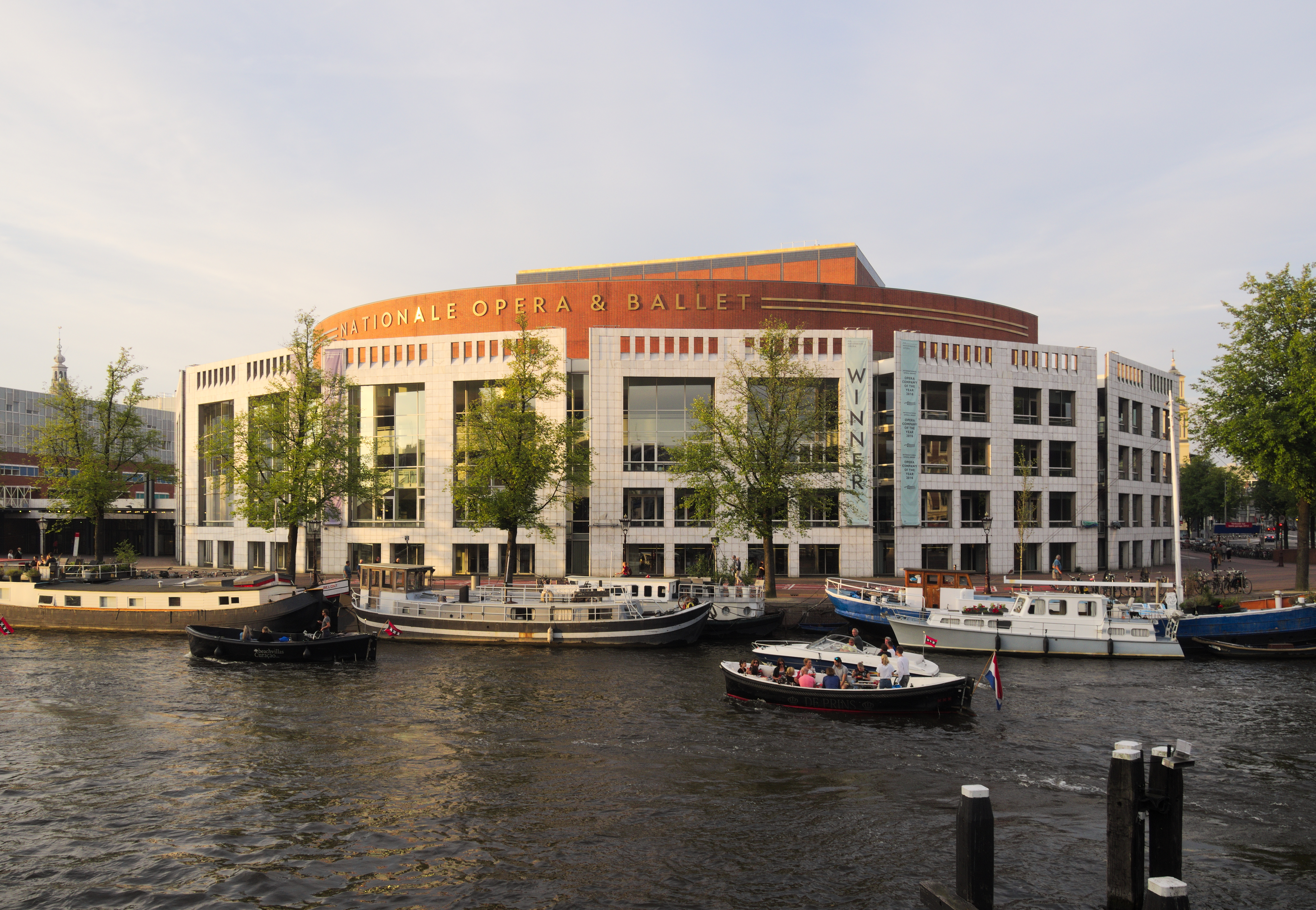
De Stopera in 2006.

Amsterdam heeft vier gebouwen gekend die als stadhuis hebben gediend.

## Middeleeuws stadhuis
Het middeleeuwse stadhuis aan de Plaetse, nu de Dam, werd gebouwd in de 14e eeuw en diverse malen uitgebreid. Het complex lag op de plaats van het huidige paleis tussen de Dam en de Nieuwezijds Voorburgwal. Het gebouw is afgebrand op 7 juli 1652. De werkzaamheden werden verplaatst naar het Prinsenhof. Op dat moment was de bouw van het nieuwe stadhuis al begonnen.

## Stadhuis op de Dam
Het Stadspaleis oftewel Stadhuis op de Dam, gebouwd vanaf 1648, in gebruik genomen in 1655 en voltooid in 1665. Dit gebouw was een uiting van de macht en status van Amsterdam op het hoogtepunt van zijn Gouden Eeuw.
De inwijding vond plaats op 29 juli 1655: om half acht 's ochtends werd in de Oude en in de Nieuwe Kerk een dienst gehouden, daarna moesten de genodigden zich op eigen gelegenheid naar het Prinsenhof begeven en van daaruit is men, in plechtige optocht, naar het nieuwe stadhuis getrokken. Op het stadhuis aangekomen hield Cornelis de Graeff een toespraak. Vervolgens ontvingen de burgemeesters een deputatie van de Hervormde Kerk. Na de middag begon een feestmaal op stadskosten. Intussen trad de schutterij aan. Zes compagnieën van het gele regiment stelden zich in slagorde op en werden drie salvo's gelost. Om zeven uur 's avonds was het gedaan.
Pas rond 1680 werd het dak geplaatst. Vanaf 1808 wordt dit gebouw gebruikt als Koninklijk Paleis, het Paleis op de Dam.
Het Stadhuis op de Dam is venster nummer 17 van de Canon van Amsterdam.

## Prinsenhof
Nadat Koning Lodewijk Napoleon het stadhuis als Paleis op de Dam in gebruik had genomen, verhuisde het stadsbestuur in 1808 naar het uit 1661 daterende Prinsenhof aan de Oudezijds Voorburgwal. In 1926 kwam er een uitbreiding tot stand in de stijl van de Amsterdamse School, met onder andere een nieuwe Raadzaal. Tot 1988 bleef dit het stadhuis. Daarna werd het gebouw in gebruik genomen als Sofitel Legend The Grand Amsterdam.

## Stopera
Het huidige stadhuis (tevens operagebouw) is de Stopera aan de Amstel en het Waterlooplein. Het adres is Amstel 1. Na decennialang plannen maken voor nieuwbouw ter vervanging van het oude, te krap geworden stadhuis, werd de Stopera gerealiseerd in de jaren tachtig op het vroegere eiland Vlooienburg. Het stadhuisgedeelte kwam in gebruik in 1988.

## Gemeente Amsterdam
Binnen de gemeente Amsterdam bestaan of hebben bestaan de voormalige raadhuizen van de (deels) geannexeerde of de vrijwillig aangesloten gemeenten:
- Raadhuis van Buiksloot
- Rechthuis Bijlmermeer
- Raadhuis van Nieuwendam
- Raadhuis van Nieuwer-Amstel
- Raadhuis van Ransdorp
- Raadhuis van Sloten[1]
- Rechthuis Watergraafsmeer
- Stadhuis van Weesp
- Raadhuis van Weesperkarspel[2]

Behalve het raadhuis van Weesp, dat nog een functie als stadsloket heeft, hebben deze gebouwen geen publieke functie meer. Niet meer bestaan die van Buiksloot, Bijlmermeer en Sloten. 